# Trentepohlia (Mongoma) fragillima fragillima
Trentepohlia (Mongoma) fragillima fragillima is een ondersoort van de tweevleugelige Trentepohlia (Mongoma) fragillima uit de familie steltmuggen (Limoniidae). De ondersoort komt voor in het Afrotropisch gebied.